# Persian Gulf Pro League
Die Persian Gulf Pro League (persisch لیگ برتر خلیج فارس) ist die höchste Spielklasse im iranischen Fußball. Sie wurde nach dem Beschluss des Iranischen Fußball-Bundes im Jahre 2000 zur Saison 2001/2002 unter dem Namen Iran Pro League (IPL) eingeführt. In der aktuellen Bewertung des AFC belegt sie den zweiten Rang und ist zudem die stärkste Liga in Westasien.
In der Persian Gulf Pro League werden im Ligasystem, bei dem jeder Verein in Hin- und Rückspielen gegen jeden anderen Verein antritt, der iranische Fußballmeister sowie die Teilnehmer der AFC Champions League ausgespielt. Die zwei letztplatzierten Mannschaften steigen in die Azadegan League ab, die seit der Spielzeit 2001/02 die zweithöchste Spielklasse im Iran bildet. Der Drittletztplatzierte muss in die Relegation gegen den Play-off-Sieger der Azadegan League.
Bis zum Jahr 2006 hieß die Liga Iran Pro League (IPL; persisch لیگ برتر فوتبال ایران). Zur Saison 2006/07 wurde die Liga in Persian Gulf Cup (PGC) (persisch جام خلیج فارس) umbenannt, ehe sie seit der Saison 2014/15 Persian Gulf Pro League heißt.

## Modus und Ausrichtung

### Austragungsmodus
Während eines Meisterschaftsjahres, das sich in eine Hin- und Rückrunde unterteilt, treffen alle 16 Vereine der Persian Gulf Pro League anhand eines vor der Saison festgelegten Spielplans zweimal aufeinander; je einmal im eigenen Stadion und einmal im Stadion des Gegners. Eine Saison mit ihren (derzeit) 30 Spieltagen erstreckt sich in der Regel von August bis April oder Mai. In Jahren, in denen eine Weltmeisterschaft stattfindet, endet die Spielzeit zum Teil bereits im April. Die Winterpause verläuft meistens im Januar. Findet jedoch der AFC Asian Cup im Winter statt, wird hier eine längere Winterpause vollzogen. Dadurch beginnt die Saison meistens etwas früher. Die einzelnen Spieltage werden meistens freitags (iranisches Wochenende) um 18:00 Uhr, jedoch auch donnerstags und zu anderen Anstoßzeiten angepfiffen. Teilweise finden auch Spiele am Dienstag und Mittwoch statt. Die Partien der letzten beiden Spieltage werden immer zeitgleich an zwei Freitagen ausgetragen.
Die Mannschaft, die nach der doppelten Punktrunde den ersten Platz belegt, ist iranischer Fußballmeister. Die zwei letztplatzierten Mannschaften müssen in die Azadegan League absteigen, die in zwei Gruppen unterteilt ist. Die beiden Erstplatzierten der Gruppen A und B steigen direkt auf und die beiden Zweitplatzierten treten im Play-off-Modus (Hin- und Rückspiel) gegeneinander an. Der Sieger aus der Play-off-Begegnung trifft im Hin- und Rückspiel auf den Drittletztplatzierten der Persian Gulf Pro League.
Nach jeder Partie erhält die siegreiche Mannschaft drei Punkte und die besiegte keinen Punkt, bei einem Unentschieden jede Mannschaft einen Punkt. Die erreichten Punkte einer Spielzeit werden addiert und ergeben so für jeden Spieltag eine aktuelle Rangliste der Vereine. Bei Punktgleichheit entscheidet die bessere Tordifferenz über die Reihenfolge der Platzierung, bei gleicher Differenz die Anzahl der erzielten Tore. Sollten danach zwei Mannschaften immer noch gleichplatziert sein, entscheidet das Gesamtergebnis aus den Partien gegeneinander, wobei die auswärts erzielten Tore stärker zählen. Falls auch die erzielten Auswärtstore in allen Spielen gleich sind, wird auf neutralem Platz ein Entscheidungsspiel ausgetragen. Dies war bisher in der Persian Gulf Pro League jedoch noch nie der Fall.
Der Modus der Liga ist seit der Erstaustragung 2001 nahezu unverändert. Es schwankte nur die Zahl der teilnehmenden Vereine (14, 16, 18), sowie die Anzahl der Abstiegsplätze (2 bis 4). Relegationsspiele zur Ermittlung von Auf- und Absteigern werden seit der Saison 2012/13 ausgetragen.

### AFC-Ranking
| Rang | Verbands- mitglied             | Punkte | Startplätze  | Startplätze | Startplätze | Startplätze |
| Rang | Verbands- mitglied             | Punkte | Gruppenphase | Play-off    | Play-off    | Play-off    |
| Rang | Verbands- mitglied             | Punkte | Gruppenphase | Runde 3     | Runde 2     | Runde 1     |
| ---- | ------------------------------ | ------ | ------------ | ----------- | ----------- | ----------- |
| 1    | Iran                           | 908.47 | 4            | 0           | 0           | 0           |
| 2    | Saudi-Arabien                  | 869.62 | 4            | 0           | 0           | 0           |
| 3    | Vereinigten Arabischen Emirate | 848.94 | 3            | 0           | 1           | 0           |
| 4    | Katar                          | 848.56 | 2            | 0           | 2           | 0           |
| 5    | Usbekistan                     | 693.38 | 1            | 0           | 2           | 0           |

Wertung für die AFC Champions League 2014

### Lizenzierung
Zur Teilnahme an der Persian Gulf Pro League benötigt jede Mannschaft eine vom iranischen Fußballverband FFIRI vergebene Lizenz. Die Lizenz wird aufgrund sportlicher, rechtlicher, personell-administrativer, infrastruktureller und finanzieller Kriterien vergeben. Hierbei stehen die genannten Voraussetzungen gleichgewichtig nebeneinander, jedoch entscheidet sich die Vergabe einer Lizenz regelmäßig an den finanziellen Kriterien, welche die wirtschaftliche Leistungsfähigkeit der Vereine sicherstellen sollen.

## Geschichte

### Vor 1970
Vor den 1970er Jahren gab es im Iran nur regionale Ligen und Meisterschaften, bei denen sich Taj, das heutige Esteghlal und Shahin Teheran als die bedeutendsten Teams im Land etablieren konnten, da sie als Sieger der Teheraner Meisterschaft als nationale Meister betrachtet wurden. Weitere erfolgreiche Mannschaften in dieser Zeit waren PAS Teheran und Daraei FC. Persepolis konnte seine ersten Erfolge erst ab den 1970er Jahren erzielen.
| Saison  | Meister    |
| ------- | ---------- |
| 1970/71 | Taj        |
| 1971/72 | Persepolis |

### Local League
Anfang der 1970er Jahre gab es mit der Local League erstmals eine Liga, bei der auch Teams außerhalb Teherans teilnehmen konnten. Zu diesen gehörten u. a. die heute sehr beliebten Klubs Tractor Sazi aus Täbris und Sepahan aus Isfahan. Persepolis konnte in der Local League die erste seiner bis heute insgesamt 9 landesweiten Meisterschaften gewinnen und damit den Grundstein seiner erfolgreichen Historie legen.
| Saison  | Meister     |
| ------- | ----------- |
| 1973/74 | Persepolis  |
| 1974/75 | Taj         |
| 1975/76 | Persepolis  |
| 1976/77 | PAS Teheran |
| 1977/78 | PAS Teheran |

### Takht Jamshid Cup
Nachdem der Fußball im Iran zu Beginn der 1970er Jahre immer beliebter wurde, entschied sich der Verband für die Einführung einer nationalen Liga, welche nach dem Vorbild europäischer Ligen arbeiten sollte. 1973 erfolgte schließlich die Gründung des Takht Jamshid Cup, an dem Mannschaften aus dem gesamten Land teilnehmen konnten. Nachdem in den ersten beiden Saisons 12 Mannschaften teilnahmen, expandierte man die Liga ab der Saison 1975/76 auf 16 teilnehmende Klubs. Dominiert wurde die Liga jedoch weiterhin von den Hauptstadtvereinen.
Persepolis konnte in der ersten Saison 1973/74 und zwei Jahre später in der Spielzeit 1975/76 den Titel holen und sich endgültig als Spitzenteam des iranischen Fußballs festsetzen. Maßgeblichen Anteil hatten hierbei Spieler wie Ebrahim Ashtiani, Hossein Kalani, Homayoun Behzadi, Mahmoud Khordbin oder Ali Parvin, welcher bis heute als einer der erfolgreichsten Spieler in der Geschichte des iranischen Fußballs angesehen wird. Des Weiteren entwickelte sich hier auch die Rivalität zwischen Persepolis und Esteghlal, dem damaligen Taj, welche bis heute immer weiter gewachsen ist. Taj wurde einmal Meister des Takht Jamshid Cups und konnte zudem mit Spielern wie Hassan Rowshan und Nasser Hejazi zwei der besten iranischen Spieler dieser Zeit herausbringen. Die zwei anderen Titel gingen an PAS Teheran, welches erst 1992 wieder Meister werden konnte. Die Saison 1978/79 konnte wegen der Islamischen Revolution nicht beendet werden. Shahin FC war hier nach den bis dahin absolvierten 12 Spieltagen Tabellenführer.
Die Qualität der Liga spiegelte sich an den Erfolgen der Iranischen Fußballnationalmannschaft wider. Zu dieser Zeit gewann der Iran nach 1968 und 1972 zum dritten Mal den Asian Cup und konnte sich erstmals für eine Weltmeisterschaft qualifizieren. Der Takht Jamshid Cup bildete somit die Grundlage für die Goldene Generation des iranischen Fußballs.

### 1980er Jahre
Aufgrund des Iran-Irak-Kriegs schwand das Interesse der Gesellschaft am Fußball. Der Takht Jamshid Cup wurde nicht weiter fortgeführt und bis zur Saison 1989/90 gab es keine nationale Liga mehr. Versuche, wieder eine nationale Liga einzuführen, scheiterten an mangelnder Unterstützung und den Geldproblemen fast aller Vereine. Der Meister der Teheran Provincial League wurde daher als iranischer Meister angesehen. Persepolis konnte zwischen 1980 und 1990 fünfmal den Titel der Tehran Provincial League holen (1979/80, 1982/83, 1986/87, 1987/88, 1988/89, 1989/90). In der Saison 1987/88 wurde die Liga zudem erstmals seit Kriegsbeginn wieder mit Teams außerhalb Teherans ergänzt. Die Liga trug in dieser Saison den Namen Shahrivar League. Persepolis' Erzrivale Esteghlal sicherte sich in den Spielzeiten 1983/84 und 1985/86 den Titel.
| Saison  | Meister   |
| ------- | --------- |
| 1989/90 | Esteghlal |

### Qods League
Eine erste richtige landesweite Meisterschaft nach dem Takht Jamshid Cup wurde wieder 1989/1990 ausgespielt. Die teilnehmenden 22 Mannschaften waren in zwei Gruppen mit je 11 Teams unterteilt. Die Gruppenersten und Zweiten beider Gruppen qualifizierten sich für das Halbfinale. Einziger Sieger der Qods League war Esteghlal, welches sich im Finale gegen Persepolis mit 2:1 durchsetzen konnte. Durch den Sieg über Persepolis war Esteghlal in der darauffolgenden Spielzeit für die Asian Club Championship startberechtigt, der heutigen asiatischen Champions League und konnte den zweiten Titel nach 1970 einfahren. Nach der erstmaligen Austragung wurde allerdings beschlossen, die Qods League mit diesem Modus nicht weiter fortzuführen. Daher spielten die Klubs in der Saison 1990/91 wieder in den regionalen Ligen. Sieger der Tehran Provinicial League 1990/91 wurde Persepolis.
| Saison  | Meister     |
| ------- | ----------- |
| 1991/92 | PAS Teheran |
| 1992/93 | PAS Teheran |
| 1993/94 | Saipa       |
| 1994/95 | Saipa       |
| 1995/96 | Persepolis  |
| 1996/97 | Persepolis  |
| 1997/98 | Esteghlal   |
| 1998/99 | Persepolis  |
| 1999/00 | Persepolis  |
| 2000/01 | Esteghlal   |

### Azadegan League
Die Liga wurde zum Gedenken an die iranischen Kriegsgefangenen des Ersten Golfkriegs in Azadegan League umbenannt. Zwischen 1991 und 2001 wurde in ihr der iranische Meister ausgespielt, bei dem es sich jedoch immer um einen Klub aus oder in der direkten Nähe von Teheran handelte. In den ersten beiden Spielzeiten sicherte sich PAS Teheran den Titel, wobei der Spielmodus in den ersten beiden Jahren der Azadegan League unterschiedlich war. In der Saison 1991/92 spielten 12 Mannschaften in einer Liga durch Hin- und Rückspiele den iranischen Meister aus. Allerdings wurde die Liga für die Saison 1992/93 in zwei Gruppen mit je 8 Teams unterteilt. Nachdem man 1993/94 wieder in einer einheitlichen Liga mit 14 Mannschaften spielte und sich Saipa zum ersten Mal zum iranischen Meister krönen durfte, wurde die Liga für das Spieljahr 1994/95 erneut in zwei Gruppen unterteilt, dieses Mal in Gruppen mit je 12 Teams. Saipa konnte seinen Titel durch einen 1:0-Finalsieg gegen Esteghlal verteidigen. In den Spieljahren 1995/96, 1996/97, 1997/98 und 1998/99 wurde die Liga mit 16 Vereinen im klassischen Ligaformat ausgetragen. Persepolis erreichte 1995/96, 1996/97 und 1998/99 die Meisterschaft. Hauptstadtkonkurrent Esteghlal wurde in der Saison 1997/98 Meister der Liga. Auch die letzten beiden Jahre der Azadegan League wurden von den Hauptstadtvereinen dominiert. Persepolis wurde 1999/00 in der mit 14 Teams ausgetragenen Liga vor Esteghlal Meister, während sich Esteghlal ein Jahr später in einer 12er Liga vor Persepolis durchsetzen konnte.
Die Gründung einer professionellen Liga wurde 2001 vom iranischen Fußballverband beschlossen und sollte für eine höhere Qualität der Spieler sorgen. Die Azadegan League wurde nach der Gründung der Profi-Liga die zweite höchste Spielklasse des iranischen Ligensystems, welche seither in zwei Gruppen aufgeteilt ist. Des Weiteren sollte sich die Azadegan League auch immer stärker an den Profi-Statuten orientieren und letztlich auch eine Profi-Liga werden.

### Iran Pro League
| Saison  | Meister                |
| ------- | ---------------------- |
| 2001/02 | Persepolis Teheran     |
| 2002/03 | Sepahan Isfahan        |
| 2003/04 | PAS Teheran FC         |
| 2004/05 | Foolad Ahvaz           |
| 2005/06 | Esteghlal Teheran      |
| 2006/07 | Saipa Teheran          |
| 2007/08 | Persepolis Teheran     |
| 2008/09 | Esteghlal Teheran      |
| 2009/10 | Sepahan Isfahan        |
| 2010/11 | Sepahan Isfahan        |
| 2011/12 | Sepahan Isfahan        |
| 2012/13 | Esteghlal Teheran      |
| 2013/14 | Foolad Ahvaz           |
| 2014/15 | Sepahan Isfahan        |
| 2015/16 | Esteghlal Khuzestan FC |
| 2016/17 | Persepolis Teheran     |
| 2017/18 | Persepolis Teheran     |
| 2018/19 | Persepolis Teheran     |
| 2019/20 | Persepolis             |
| 2020/21 | Persepolis Teheran     |
| 2021/22 | Esteghlal Teheran      |
| 2022/23 | Persepolis Teheran     |
| 2023/24 | Persepolis Teheran     |
| 2024/25 | Tractor Sazi Täbris    |

2001 wurde die Iran Pro League (IPL) gegründet und mit ihr der Profi-Status im Iran eingeführt. Seit der Einführung konnte die Liga ihr Niveau kontinuierlich anheben und steigende Zuschauerzahlen verbuchen. In den ersten drei Spielzeiten bestand die Liga aus nur 14 Teams. Zur Saison 2004/05 wurde dann die Liga um zwei weitere Teams vergrößert, ehe man sich entschied, ab der Saison 2007/08 achtzehn Teams um den Titel spielen zu lassen. Seit der Saison 2013/14 spielen nun wieder 16 Mannschaften um den Titel der höchsten iranischen Spielklasse. Die erste Meisterschaft ging mit einem Punkt Vorsprung vor Esteghlal an Persepolis. Absteigen mussten Esteghlal Rasht und Tractor Sazi. Torschützenkönig mit 17 Treffern wurde Reza Enayati vom Tabellenfünften FC Aboumoslem.
Die Saison 2002/03 verlief weniger knapp als die zuvor. Dieses Mal wurde Sepahan mit sieben Punkten Vorsprung vor PAS Teheran erstmals iranischer Meister. Mit Edmond Bezik stellten sie auch den besten Torschützen der Liga (13 Tore). Neben Sepahan qualifizierte sich auch Stadtrivale Zob Ahan Isfahan als Pokalsieger für die AFC Champions League. Der Abstiegskampf verlief dagegen deutlich enger. Am Saisonende standen mit dem FC Aboumoslem, Malavan Anzali und Sanat Naft Abadan gleich drei Clubs mit 26 Punkten auf den letzten drei Plätzen. Die bessere Tordifferenz rettete schließlich Aboumoslem vor dem Gang in die Azadegan League, welchen die anderen beiden antreten mussten.
In der Spielzeit 2003/04 konnte dann auch der vorherige Vizemeister PAS Teheran den Titel holen. Es reichten schlussendlich 53 Punkte vor dem zweitplatzierten Esteghlal (51 Punkte). Es sollte der letzte Titel für den Verein sein, welcher 2007 aufgelöst und nach Hamadan umgesiedelt wurde. Vorjahresmeister Sepahan wurde zwar nur Tabellensechster, konnte sich jedoch als Pokalsieger erneut für die AFC Champions League qualifizieren, weshalb wie bereits 2002/03 der Tabellenzweite leer ausging. Mit 16 Treffern wurde Rückkehrer Ali Daei von Persepolis Torschützenkönig.
Die Liga wurde zur Saison 2004/05 auf 16 Teams aufgestockt und mit Foolad wurde erstmals ein Verein aus der Provinz Khuzestan iranischer Meister. Es reichten 64 Punkte vor Zob Ahan (58 Punkte) zum erstmaligen Titelerfolg. Der zu Esteghlal gewechselte Enayati wurde zum zweiten Mal mit 20 Treffern bester Torschütze der Liga. Absteigen mussten Paykan und Pegah Gilan.
Mit Esteghlal konnten nun auch endlich die „Blauen“ aus Teheran ihren ersten Titel in der Iran Pro League feiern. Sie wurden in der Saison 2005/06 vor PAS Teheran mit einem Zähler mehr (59 zu 58 Punkten) Meister. Großen Anteil an der Meisterschaft hatte Reza Enayati, der seinen Titel als Torschützenkönig mit 21 Toren verteidigen konnte. Meister Foolad wurden nur Tabellenachter und landete damit hinter Sepahan, welches sich durch den Pokalsieg mit Esteghlal für die AFC Champions League qualifizieren konnte. In die Azadegan League absteigen mussten Shamoushak Noshahr und Shahid Ghandi (später Tarbiat Yazd, heute Yazd Louleh).
Im Jahr 2006 entschied sich der Verband, der Liga einen weiteren Namen zu geben. Seitdem trug der Wettbewerb, vor allem im Iran verbreitet, die Bezeichnung Persian Gulf Cup. Zudem wurde das Logo der Liga gewechselt. Maßgeblichen Anteil für die Namensänderung hatte der bis heute andauernde Konflikt über die Bezeichnung des Persischen Golfes zwischen dem Iran und den arabischen Golfstaaten. In der folgenden Saison 2006/07 wurde Saipa vor Esteghlal Ahvaz Meister des Persian Gulf Cups. Dank des erneuten Pokalgewinns nahm Sepahan wieder einen Startplatz für die AFC Champions League ein. Neben Rah Ahan stieg auch der Meister der Saison 2004/05 Foolad ab. Foolad schaffte jedoch in der darauffolgenden Saison direkt den Wiederaufstieg. Mit dem Nigerianer Daniel Olerum wurde zudem erstmals ein ausländischer Spieler bester Torschütze (17 Tore, zusammen mit Mehdi Rajabzadeh).

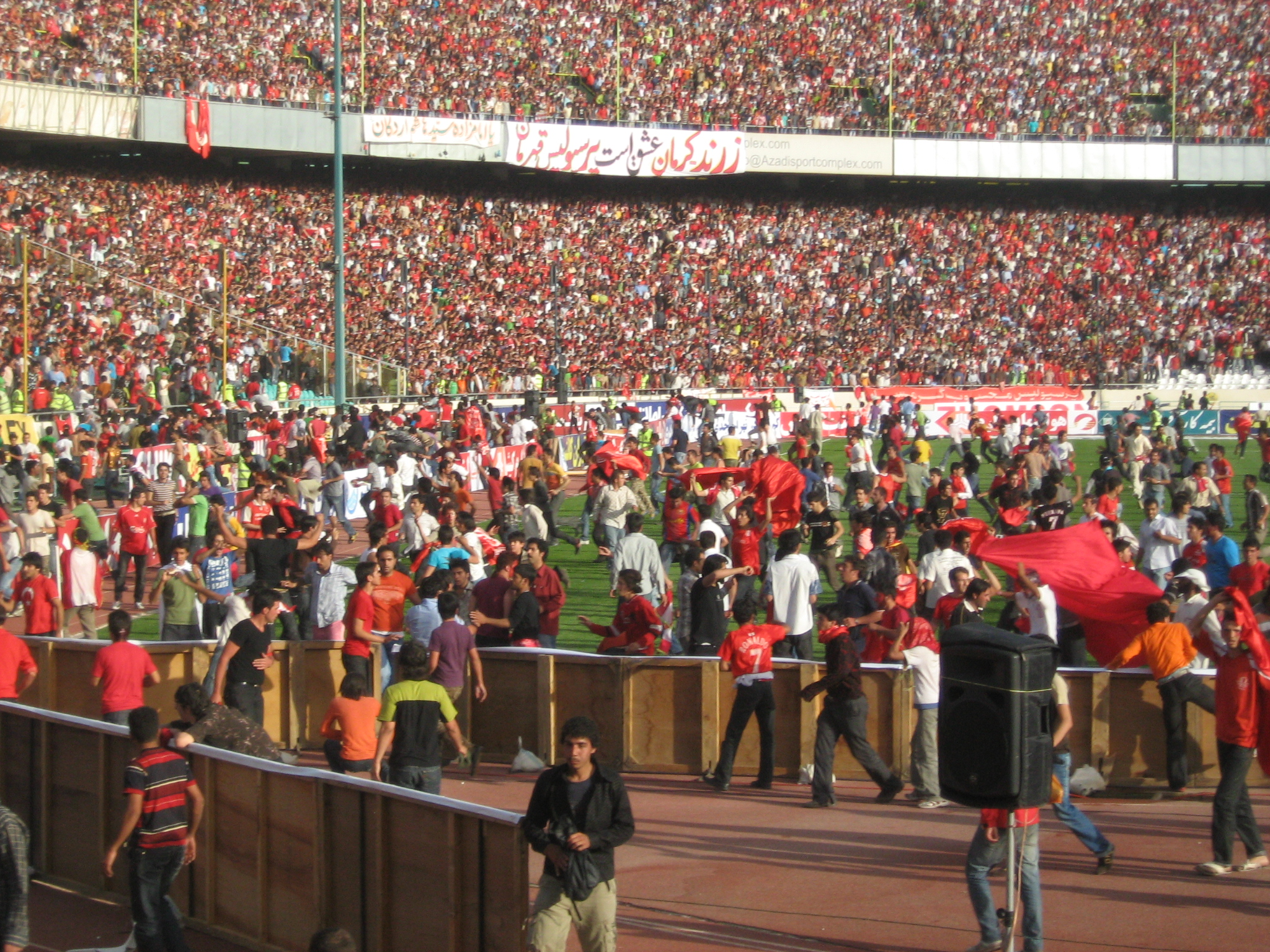
17. Mai 2008: Unruhen nach dem Gewinn der iranischen Meisterschaft

Die Liga wurde zur Spielzeit 2007/08 erneut um zwei weitere Teams auf 18 Mannschaften expandiert. In einem dramatischen Saisonfinale wurde Persepolis dank eines Treffers von Sepehr Heidari in der 96. Minute gegen den bis dahin führenden Ersten Sepahan vor 110.000 Fans im Azadi-Stadion Meister (2:1-Sieg). Durch die gute Wertung im AFC-Ranking konnten sich erstmals vier Vereine für die AFC Champions League qualifizieren. Neben Meister Persepolis waren dies Sepahan, Saba Qom und Esteghlal (als Pokalsieger). Hadi Asghari (Rah Ahan) und Mohsen Khalili von Persepolis wurden mit je 18 Treffern Torschützenkönig der Liga. Sanat Naft Abadan und Shirin Faraz (heute Rahian Kermanshah) mussten den Gang in die zweite Liga antreten.
Nach dem letzten Spieltag der Saison 2008/09 lagen Esteghlal und Zob Ahan mit je 66 Zählern punktgleich an der Spitze. Das bessere Torverhältnis von 70:34 von Esteghlal zu 58:42 von Zob Ahan entschied die Meisterschaft zugunsten des Hauptstadtklubs. Neben den beiden qualifizierten sich Mes Kerman als Tabellendritter und der Vierte Sepahan, da sich Zob Ahan als Zweiter und Pokalsieger bereits qualifiziert hatte, für die AFC Champions League. Absteigen mussten Payam Mashhad, Damash Gilan und Bargh Shiraz. Payam hatte zwar wie Stadtrivale FC Aboumoslem die gleiche Anzahl an Punkten (35), jedoch die schlechtere Tordifferenz (−19 zu −7).
Sepahan konnte in der Saison 2009/10 seinen zweiten Meistertitel feiern und mit dem Iraker Emad Mohammed wurde zum zweiten Mal ein nichtiranischer Spieler Torschützenkönig (18 Tore). Die Spielzeit wurde weitestgehend von den beiden Klubs aus Isfahan dominiert. Im Saisonendspurt konnte sich jedoch Sepahan entscheidend von Zob Ahan absetzten und wurde mit 6 Punkten Vorsprung Meister. Das Startrecht für die AFC Champions League konnten sich neben den beiden Isfahan Klubs die Hauptstadtrivalen Esteghlal (als Dritter) und Persepolis (als Vierter und Pokalsieger) erkämpfen. Absteiger waren Fajr Sepasi, Esteghlal Ahvaz und Aboumoslem.
Eine Saison nach dem zweiten Titelgewinn wurde Sepahan 2010/11 zum dritten Mal iranischer Meister. Das Saisonfinale war erneut spannend verlaufen und Sepahan wurde mit 66 Punkten vor Esteghlal (65 Punkte) und Stadtrivale Zob Ahan (63 Punkte) Ligasieger. Neben den ersten Dritten erreichte Persepolis als Vierter und Pokalgewinner einen Startplatz in der AFC Champions League. Mit 24 Treffern wurde Reza Norouzi von Foolad Torschützenkönig und stellte damit eine Bestmarke auf. Der Abstiegskampf war noch enger verlaufen. So betrug der Abstand des Elften Saipa (37 Punkte) zu dem drittletzten PAS Hamadan (35 Punkte) nur zwei und zum Vorletzten Paykan (33 Punkte) nur vier Punkte. Schließlich entschied das Torverhältnis gegen PAS, Paykan und Steel Azin. Der Abstieg von Steel Azin glich einem Debakel, da sich das Team zuvor mit Stars wie Mehdi Mahdavikia, Ali Karimi, Hossein Kaebi und den ehemaligen Bundesligaspielern Ferydoon Zandi und Amir Shapourzadeh verstärkt hatte.
Die Spielzeit 2011/12 bot ein weiteres Mal einen spannenden Meisterschaftskampf, bei dem sich Sepahan erneut durchsetzten und den Titel-Hattrick perfekt machen konnte. Mit 67 Punkten setzte sich das Team vor Tractor Sazi und Esteghlal (beide 66) durch. Da Esteghlal bereits den Hazfi Cup gewann, holte sich Saba Qom als Vierter der Tabelle die Qualifikation für die AFC Champions League. Mit Shahrdari Tabriz und Mes Sarcheshmeh (heute Padideh FC) stiegen zwei der drei Aufsteiger direkt wieder ab. Auch Shahin Bushehr musste den Gang in die Azadegan League antreten. Saipa Stürmer Karim Ansarifard wurde mit 21 Toren Torschützenkönig der Liga. Persepolis erlebte eine Krisensaison und wurde nur 12.

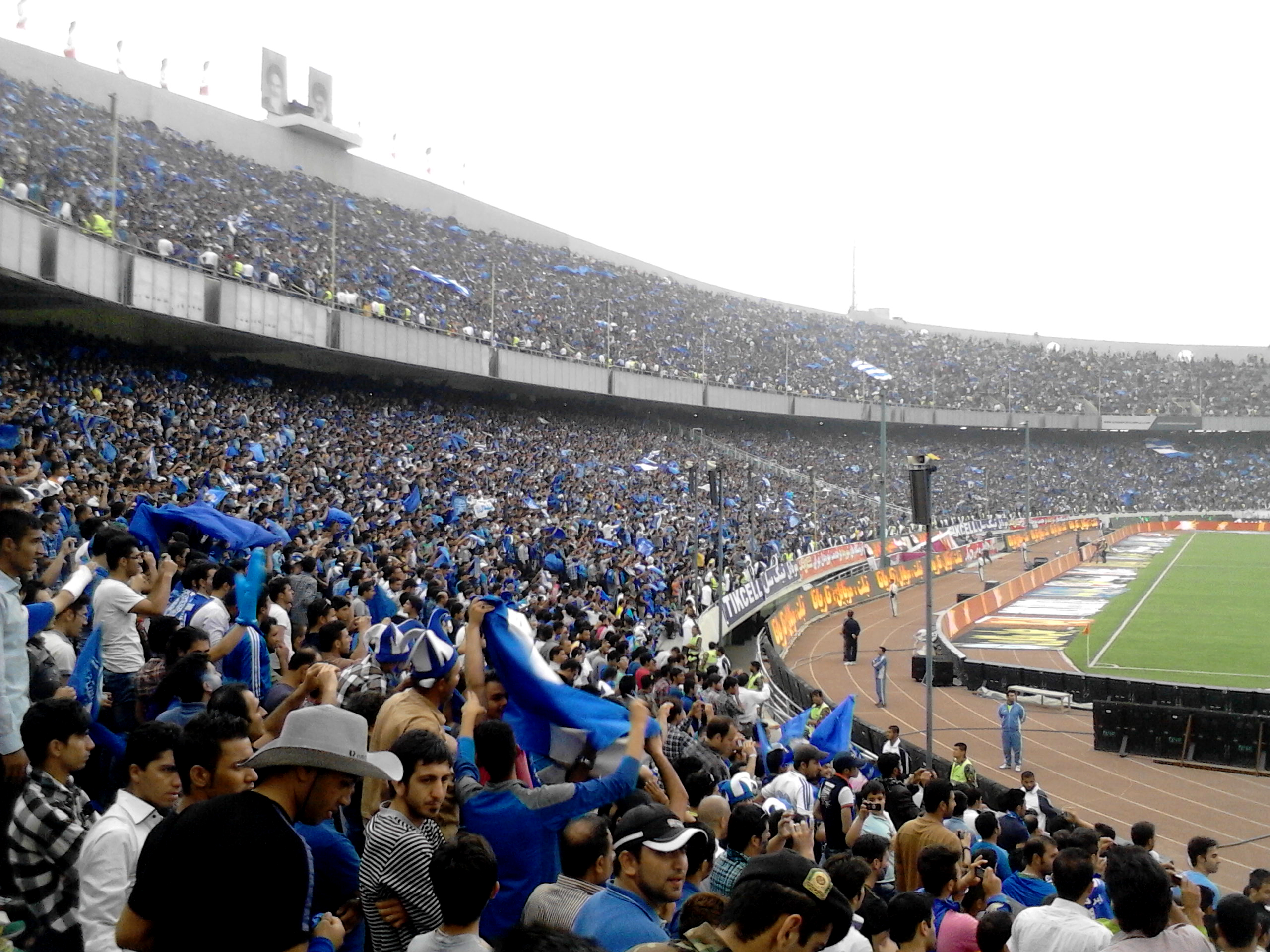
Esteghlal Fans feiern die Meisterschaft 2013

Da zur Saison 2013/14 die Liga wieder auf 16 Teams reduziert wurde, stiegen in der Spielzeit 2012/13 gleich vier Vereine direkt ab. Zudem wurden die Relegationsspiele eingeführt, bei dem zunächst der Fünftletzte der Tabelle gegen den Play-off-Sieger der Azadegan League im Hin- und Rückspiel trifft. Seit der Saison 2013/2014 ist dies der Drittletztplatzierte der Tabelle. Esteghlal wurde nach drei Meisterschaftsjahren von Sepahan wieder iranischer Meister und setzte sich mit 67 Punkten vor dem erneuten Vizemeister Tractor Sazi (65 Punkte) aus Täbris durch. Am 32. Spieltag trafen Esteghlal und Sepahan im Azadi-Stadion direkt aufeinander. Mit einem Sieg hätte Sepahan wieder an Esteghlal vorbeiziehen können, kassierte jedoch nach dem Führungstreffer von Moharram Navidkia in der Nachspielzeit (94 Minute) durch ein Eigentor von Mohsen Irannejad den Ausgleich. Da man am darauffolgenden Spieltag Damash Gilan mit 1:2 unterlag, reichte Esteghlal ein 1:0-Sieg bei Foolad durch einen Elfmetertreffer von Javad Nekounam. Sepahan erreichte letztlich neben Platz 3 in der Tabelle den Sieg im Hazfi Cup (4:2-Sieg im Elfmeterschießen gegen Persepolis). Für Persepolis verlief das Jahr mit Platz 7 und dem verlorenen Pokalfinale erneut enttäuschend. Foolad konnte sich als Tabellenvierter nach dem Meisterschaftsjahr 2005 wieder für die AFC Champions League qualifizieren. Absteigen mussten die vier Mannschaften von Gahar Zagros, Paykan, Sanat Naft Abadan und Aluminium Hormozgan. Zob Ahan rettete sein Seuchenjahr durch den Sieg in der Relegation gegen PAS Hamadan (4:2 und 1:1) und blieb in der Liga.
Das Spieljahr 2013/14 verlief äußerst defensiv und spannend zugleich. So reichten Foolad 36 Treffer zum Titel, während Malavan Anzali als Siebter mit gerade mal 40 Toren die meisten der Saison erzielte. Am letzten Spieltag konnten neben Foolad auch Esteghlal, Persepolis, Sepahan und Naft Teheran Meister werden. Foolad behielt durch ein 1:0 bei Gostaresh Foulad Tabriz die Tabellenführung und wurde zum zweiten Mal Meister. Esteghlal verlor dagegen zu Hause von Platz 2 aus startend 1:3 gegen Pokalsieger Tractor Sazi und verspielte mit Position 5 am Ende einen Champions League Platz. Auch Sepahan konnte diesen trotz eines 1:0-Sieges gegen den letzten verbliebenen Hauptkonkurrenten Naft Teheran nicht erreichen, da mindestens ein Sieg mit zwei Treffern unterschied nötig gewesen wäre. Absteigen mussten mit nur einem Saisonsieg Mes Kerman und der SC Damash Gilan, welcher das direkte Duell gegen Zob Ahan zu Hause mit 1:2 verlor. Fajr Sepasi wurde zwar Tabellen-14., scheiterte jedoch in der Relegation an Paykan (0:0 und 0:1). Bereits zum zweiten Mal wurde Karim Ansarifard (Tractor Sazi) mit 19 Toren bester Torschütze der Liga, die zum letzten Mal unter der Bezeichnung Persian Gulf Cup ausgetragen wurde.
Zur Saison 2014/15 wurde der Name der höchsten iranischen Spielklasse erneut geändert. Seitdem heißt die Liga Persian Gulf Pro League. Auch wurde das Logo der Persian Gulf Pro League und das der Azadegan League durch modernere Versionen ersetzt.

## Vereine
Seit der Gründung der Persian Gulf Pro League im Jahr 2001 spielten insgesamt 35 Vereine in der höchsten iranischen Spielklasse, wobei Naft Masjed-Soleyman und Padideh Mashhad in der Saison 2014/15 die jüngsten Neuzugänge sind. Als einzige Vereine gehörten Persepolis, Esteghlal, Sepahan, Zob Ahan und Saipa der Liga bislang in allen 13 Spielzeiten ununterbrochen an. Es folgen Foolad, Malavan Anzali und Fajr Sepasi mit 12 sowie Saba Qom und Paykan mit je 10 Spielzeiten. Noch nie aus der Persian Gulf Pro League abgestiegen sind Persepolis, Esteghlal, Sepahan, Zob Ahan, Saipa, Saba Qom und PAS Teheran. Eine Ursache für die große Anzahl von Vereinen, die bisher in der Liga gespielt haben, ist sicherlich, dass mit Shahid Ghandi Yazd (später Tarbiat Yazd, heute Yazd Louleh), Mes Sarcheshmeh, Shirin Faraz (heute Rahian Kermanshah), Gahar Zagros, Payam Mashhad und Aluminium Hormozgan gleich fünf Vereine nach dem Aufstieg direkt wieder abgestiegen sind und bis heute nicht den Weg zurück in die erste Liga geschafft haben. Auch Steel Azin und Shahrdari Tabriz spielten mit jeweils zwei Spielzeiten nur kurz in der Liga.

### Vereine der Persian Gulf Pro League 2024/25
| Verein                     | Beheimatet in, Provinz    | Stadion                         |
| -------------------------- | ------------------------- | ------------------------------- |
| Aluminium Arak FC          | Arak, Markazi             | Imam Khomeini Stadium           |
| Chadormalou Ardakan SC     | Ardakan, Yazd             | Shahid Nassiri Stadium          |
| Esteghlal Teheran          | Teheran, Teheran          | Azadi-Stadion                   |
| Esteghlal Khuzestan FC (N) | Ahvaz, Chuzestan          | Ghadir Stadium                  |
| Foolad FC                  | Ahvaz, Chuzestan          | Foolad Arena                    |
| Gol Gohar Sirjan FC        | Sirdschan, Kerman         | Shahid Qasem Soleimani Stadium  |
| Havadar SC                 | Eslamschahr, Teheran      | PAS Stadium                     |
| FC Kheybar Khorramabad     | Chorramabad, Luristan     | Takhti Stadium Chorramabad      |
| Malavan Anzali             | Bandar Anzali, Gilan      | Sirous Ghayeghran Stadium       |
| Mes Rafsanjan FC           | Rafsandschan, Kerman      | Shohadaye Mes Rafsanjan Stadium |
| FC Nassaji Mazandaran      | Qaem-Schahr, Mazandaran   | Vatani Stadium                  |
| FC Persepolis              | Teheran, Teheran          | Azadi-Stadion                   |
| Sepahan FC                 | Isfahan, Isfahan          | Naghsh-e-Jahan-Stadion          |
| Shams Azar FC (N)          | Qazvin, Qazvin            | Sardar Azadegan Stadium         |
| Tractor Sazi Täbris        | Täbris, Ost-Aserbaidschan | Yadegar-e Emam Stadion          |
| Zob Ahan Isfahan           | Fuladshahr, Isfahan       | Foolad-Shahr-Stadion            |

## Spieler und Transfers

### Transferphasen
Die Sommertransferphase findet vom 18. Juni bis zum 8. August statt, die Wintertransferphase findet vom 31. Dezember bis zum 20. Januar statt. Allerdings betreffen die beiden Transferzeiten nur Transfers innerhalb des iranischen Ligensystems. Wechsel von Spielern in ausländische bzw. von ausländischen Ligen in die Persian Gulf Pro League sind immer dann möglich, wenn das Transferfenster der jeweiligen Liga im Ausland noch nicht geschlossen ist.

### Ausländerregelung
Um die eigenen Spieler zu fördern, gilt eine Ausländerregelung. Jeder Klub darf ohne Beschränkung ausländische Spieler verpflichten, jedoch nur maximal vier Spieler, einschließlich des Torwarts, in einer Partie der Persian Gulf Pro League gleichzeitig einsetzen. Setzt ein Verein dennoch nicht spielberechtigte Akteure ein, kann die Partie, ähnlich wie bei der UEFA, zugunsten des Gegners bewertet werden und weitere Punktabzüge nach sich ziehen.

## Sponsoring
Die Persian Gulf Pro League besitzt seit 2005 wechselnde Großsponsoren. Seither gab es vier verschiedene Sponsoren. Der aktuelle Hauptsponsor der Liga ist seit 2014 die Irannovin Company.
- 2001–2005: kein Sponsor
- 2005–2007: Zam Zam
- 2007–2009: Padideh
- 2009–2014: Irancell
- seit 2014: Irannovin

Laut einer Studie aus dem November 2012, erzielt ein Klub der ersten Liga durchschnittlich 15 % seiner Gesamteinnahmen durch Sponsoring.
Der Sponsor des offiziellen Spielballes ist der deutsche Sportartikelhersteller Uhlsport. Zudem führen viele Vereine der ersten beiden Ligen Trikotverträge mit Uhlsport. Zu diesen Teams gehören unter anderem Esteghlal Khuzestan, Foolad, Naft Masjed-Soleyman, Rah Ahan, Sepahan und Saipa. In der Vergangenheit stellte Uhlsport auch die Trikots von Esteghlal und Persepolis. Zudem ist Uhlsport auch offizieller Trikotausrüster der Iranischen Fußballnationalmannschaft.

## Meister

### Teheran Provinincial League (Teheraner Meisterschaft)1
- Esteghlal (Taj) 1949/50, 1951/52, 1956/57, 1957/58, 1959/60, 1961/62, 1963/64, 1969/70, 1970/71, 1971/72, 1972/73, 1983/84, 1985/86, 1991/92 (14)
- Daraei FC 1946/47, 1960/61, 1967/68 (3)
- PAS Teheran 1967/68, 1968/69 (2)
- Persepolis 1979/80, 1982/83, 1986/87, 1987/882, 1988/89, 1989/90, 1990/91 (7)
- Shahin FC 1951/52, 1957/58, 1958/59, 1959/60,1964/65, 1965/66, 1975/76 (7)

1 Zählen nicht als nationale Meisterschaften
2 Trug die Bezeichnung Shahrivar League

### Local League
- Esteghlal (Taj) 1970/71 (1)
- Persepolis 1971/72 (1)

### Takht Jamshid Pokal
- Esteghlal (Taj) 1974/75 (1)
- PAS Teheran 1976/77, 1977/78 (2)
- Persepolis 1973/74, 1975/76 (2)

### Qods League
- Esteghlal 1989/90 (1)

### Azadegan League
- Esteghlal 1997/98, 2000/01 (2)
- PAS Teheran 1991/92, 1992/93 (2)
- Persepolis 1995/96, 1996/97, 1998/99, 1999/00 (4)
- Saipa 1993/94, 1994/1995 (2)

### Persian Gulf Pro League (Iran Pro League)
- Esteghlal 2005/06, 2008/09, 2012/13 (3)
- Esteghlal Khuzestan 2015/16 (1)
- Foolad 2004/05, 2013/14 (2)
- PAS Teheran 2003/04 (1)
- Persepolis 2001/02, 2007/08, 2016/17, 2017/18, 2018/19, 2019/20 (6)
- Saipa 2006/07 (1)
- Sepahan 2002/03, 2009/10, 2010/11, 2011/12, 2014/15 (5)

## Ewige Tabelle
| Saison       | Persepolis               | Esteghlal | Sepahan |
| ------------ | ------------------------ | --------- | ------- |
| 2001/02      | 1                        | 2         | 9       |
| 2002/03      | 3                        | 9         | 1       |
| 2003/04      | 5                        | 2         | 6       |
| 2004/05      | 4                        | 3         | 10      |
| 2005/06      | 9                        | 1         | 7       |
| 2006/07      | 3                        | 4         | 5       |
| 2007/08      | 1                        | 13        | 2       |
| 2008/09      | 5                        | 1         | 4       |
| 2009/10      | 4                        | 3         | 1       |
| 2010/11      | 4                        | 2         | 1       |
| 2011/12      | 12                       | 3         | 1       |
| 2012/13      | 7                        | 1         | 3       |
| 2013/14      | 2                        | 5         | 4       |
| 2014/15      | 8                        | 6         | 1       |
| 2015/16      | 2                        | 3         | 11      |
| 2016/17      | 1                        | 2         | 5       |
| 2017/18      | 1                        | 3         | 14      |
| 2018/19      | 1                        | 3         | 2       |
| 2019/20      | 1                        | 2         | 5       |
| In den Top 3 | 9                        | 9         | 6       |
| Legende      | Meister                  | Meister   | Meister |
| Legende      | 2. oder 3. Platz         |           |         |
| Legende      | 4. Platz oder schlechter |           |         |

Seit der Iran Pro League Saison 2001/02 wurden 13 Spieljahre der Persian Gulf Pro League ausgetragen. Die folgende Tabelle zeigt die Ewige Tabelle von 13 Jahren Profi-Fußball. Zusätzlich werden die Platzierungen der drei großen Vereine Esteghlal, Persepolis und Sepahan dargestellt.
| Pl. | Verein              | Saisons | Spiele | Siege | Remis | Niederlagen | Tore | Gegentore | Tordifferenz | Punkte | Beste Platzierung |
| --- | ------------------- | ------- | ------ | ----- | ----- | ----------- | ---- | --------- | ------------ | ------ | ----------------- |
| 1   | Esteghlal           | 13      | 402    | 198   | 126   | 78          | 602  | 384       | +218         | 719    | Meister           |
| 2   | Sepahan             | 13      | 402    | 192   | 123   | 91          | 597  | 388       | +209         | 6821   | Meister           |
| 3   | Persepolis          | 13      | 402    | 174   | 135   | 93          | 565  | 423       | +142         | 6502   | Meister           |
| 4   | Zob Ahan            | 13      | 402    | 158   | 132   | 112         | 485  | 412       | +73          | 606    | 2.                |
| 5   | Foolad              | 12      | 368    | 145   | 123   | 100         | 460  | 382       | +78          | 558    | Meister           |
| 6   | Saipa               | 13      | 402    | 123   | 147   | 132         | 467  | 465       | +2           | 516    | Meister           |
| 7   | Malavan             | 12      | 368    | 110   | 119   | 139         | 354  | 433       | −79          | 448    | 7.                |
| 8   | Fajr Sepasi         | 12      | 368    | 111   | 122   | 149         | 347  | 406       | −59          | 438    | 4.                |
| 9   | Saba Qom            | 10      | 324    | 104   | 125   | 95          | 387  | 367       | +20          | 437    | 3.                |
| 10  | Paykan              | 10      | 308    | 94    | 82    | 132         | 326  | 402       | −76          | 364    | 5.                |
| 11  | Mes Kerman          | 8       | 264    | 85    | 99    | 80          | 310  | 292       | +18          | 354    | 3.                |
| 12  | FC Aboumoslem       | 9       | 270    | 83    | 90    | 97          | 299  | 305       | −6           | 339    | 4.                |
| 13  | Rah Ahan            | 9       | 298    | 78    | 97    | 119         | 303  | 364       | −61          | 331    | 8.                |
| 14  | Esteghlal Ahvaz     | 8       | 244    | 78    | 71    | 95          | 310  | 344       | −34          | 305    | 2.                |
| 15  | Tractor Sazi        | 6       | 192    | 76    | 68    | 53          | 248  | 204       | +44          | 295    | 2.                |
| 16  | PAS Teheran         | 6       | 168    | 72    | 59    | 37          | 263  | 181       | +82          | 275    | Meister           |
| 17  | Bargh Shiraz        | 8       | 236    | 60    | 78    | 98          | 250  | 334       | −84          | 258    | 7.                |
| 18  | Damash Gilan        | 8       | 248    | 57    | 80    | 111         | 228  | 342       | −114         | 250    | 7.                |
| 19  | Naft Tehran         | 4       | 132    | 49    | 47    | 36          | 154  | 134       | +20          | 194    | 3.                |
| 20  | Sanat Naft Abadan   | 5       | 162    | 43    | 42    | 77          | 178  | 251       | −73          | 171    | 9.                |
| 21  | PAS Hamedan         | 4       | 136    | 38    | 47    | 51          | 140  | 166       | −26          | 161    | 5.                |
| 22  | Shahin Bushehr      | 3       | 102    | 23    | 38    | 41          | 98   | 117       | −19          | 107    | 13.               |
| 23  | Steel Azin          | 2       | 68     | 19    | 23    | 26          | 85   | 112       | −27          | 80     | 5.                |
| 24  | Shamoushak Noshahr  | 3       | 86     | 16    | 26    | 44          | 64   | 118       | −54          | 74     | 14.               |
| 25  | Shahrdari Tabriz FC | 2       | 68     | 14    | 29    | 25          | 79   | 97        | −18          | 71     | 12.               |
| 26  | Aluminium Hormozgan | 1       | 34     | 7     | 14    | 13          | 26   | 40        | −14          | 35     | 15.               |
| 27  | Payam Mashhad       | 1       | 34     | 9     | 8     | 17          | 33   | 52        | −19          | 35     | 16.               |
| 28  | Gostaresh           | 1       | 30     | 7     | 11    | 12          | 31   | 34        | −3           | 32     | 10.               |
| 29  | Esteghlal Khuzestan | 1       | 30     | 6     | 11    | 13          | 26   | 37        | −11          | 29     | 12.               |
| 30  | Mes Sarcheshmeh     | 1       | 34     | 5     | 9     | 20          | 23   | 54        | −31          | 24     | 18.               |
| 31  | Shirin Faraz        | 1       | 34     | 3     | 12    | 19          | 25   | 59        | −34          | 21     | 18.               |
| 32  | Shahid Ghandi Yazd  | 1       | 30     | 4     | 7     | 19          | 21   | 43        | −22          | 19     | 16.               |
| 33  | Gahar Zagros        | 1       | 34     | 3     | 10    | 21          | 24   | 59        | −35          | 19     | 18.               |

Stand 1. Juli 2014

1 Sepahan wurden 3 Punkte in der Saison 2007/08 abgezogen

2 Persepolis wurden 6 Punkte in der Saison 2007/08 durch die FIFA abgezogen.

## Rekorde

### Rekordtorschützen der IPL
| Platz | Spieler                  | Tore | Spieljahre    |
| ----- | ------------------------ | ---- | ------------- |
| 1     | Reza Enayati             | 132  | seit 2001     |
| 2     | Arash Borhani            | 112  | seit 2002     |
| 3     | Mehdi Rajabzadeh         | 93   | seit 2001     |
| 4     | Fereydoon Fazli          | 85   | 2001 bis 2010 |
| 5     | Karim Ansarifard         | 76   | 2007 bis 2014 |
| 6     | Jalal Rafkhaei           | 70   | seit 2005     |
| =     | Emad Mohammed            | 70   | 2005 bis 2012 |
| 8     | Reza Norouzi             | 67   | seit 2007     |
| 9     | Siavash Akbarpour        | 65   | seit 2004     |
| 10    | Mohammad Gholami         | 64   | seit 2001     |
| 11    | Éder Luciano             | 63   | seit 2007     |
| 12    | Mohammad Reza Khalatbari | 61   | seit 2006     |
| =     | Mohsen Bayatinia         | 61   | 2001 bis 2014 |
| 13    | Ibrahima Touré           | 60   | 2007 bis 2011 |
| =     | Mehdi Seyed-Salehi       | 60   | seit 2001     |
| 15    | Saeid Daghighi           | 58   | seit 2004     |
| 16    | Davoud Haghi             | 53   | 2003 bis 2013 |
| 17    | Iman Razaghirad          | 52   | 2001 bis 2014 |
| 18    | Hadi Asghari             | 52   | 2005 bis 2012 |
| 19    | Ali Daei                 | 49   | 2003 bis 2007 |
| 20    | Javad Kazemian           | 47   | 2001 bis 2014 |

Stand 22. Oktober 2014

### Rekordsieger (Trainer)
| Platz | Trainer         | Verein(e)          | Anzahl der Titel |
| ----- | --------------- | ------------------ | ---------------- |
| 1     | Amir Ghalenoei  | Esteghlal, Sepahan | 5                |
| 2     | Ali Parvin      | Persepolis         | 1                |
| 2     | Farhad Kazemi   | Sepahan            | 1                |
| 2     | Majid Jalali    | PAS Teheran        | 1                |
| 2     | Mladen Frančić  | Foolad             | 1                |
| 2     | Ali Daei        | Saipa              | 1                |
| 2     | Afshin Ghotbi   | Persepolis         | 1                |
| 2     | Zlatko Kranjčar | Sepahan            | 1                |
| 2     | Hossein Faraki  | Foolad             | 1                |

Stand 26. Oktober 2014

### Rekordsieger (Spieler)
| Platz | Spieler           | Verein(e)              | Anzahl der Titel |
| ----- | ----------------- | ---------------------- | ---------------- |
| 1     | Moharram Navidkia | Sepahan                | 4                |
| 1     | Jalal Hosseini    | Saipa, Sepahan         | 4                |
| 1     | Mehdi Rahmati     | Esteghlal, Sepahan     | 4                |
| 1     | Hashem Beikzadeh  | Esteghlal, Sepahan     | 4                |
| 1     | Januário          | Esteghlal, Sepahan     | 4                |
| 6     | Mohsen Bengar     | Sepahan                | 3                |
| 6     | Ahmad Jamshidian  | Sepahan                | 3                |
| 6     | Mehdi Karimian    | Sepahan                | 3                |
| 6     | Hossein Papi      | Sepahan                | 3                |
| 6     | Mehdi Jafarpour   | Sepahan                | 3                |
| 6     | Rahman Ahmadi     | Saipa, Sepahan         | 3                |
| 6     | Shahin Kheiri     | Sepahan, Esteghlal     | 3                |
| 6     | Pejman Montazeri  | Foolad, Esteghlal      | 3                |
| 6     | Kianoush Rahmati  | Pas Teheran, Esteghlal | 3                |
| 6     | Siavash Akbarpour | Esteghlal              | 3                |
| 6     | Arash Borhani     | PAS Teheran, Esteghlal | 3                |
| 6     | Mojtaba Jabbari   | Esteghlal              | 3                |

Stand 26. Oktober 2014